# Bruno Tesch
Bruno Emil Tesch (Berlino, 14 agosto 1890 – Hameln, 16 maggio 1946) è stato un chimico e imprenditore tedesco.
Insieme con Gerhard Peters e Walter Heerdt, inventò l'insetticida Zyklon B. È stato il proprietario della Tesch & Stabenow, una società che produceva insetticidi, che ha co-fondato nel 1924 con Paul Stabenow ad Amburgo, in Germania.
Dopo la fine della seconda guerra mondiale, fu arrestato dagli inglesi come criminale di guerra, processato e giustiziato.

## Biografia
Nel 1910, Tesch studiò matematica e fisica per un semestre, all'Università di Gottinga, prima di studiare chimica all'Università di Berlino, dove conseguì la laurea nel 1914. Ottenne poi un posto di lavoro al Kaiser Wilhelm Institute.

### Zyklon B

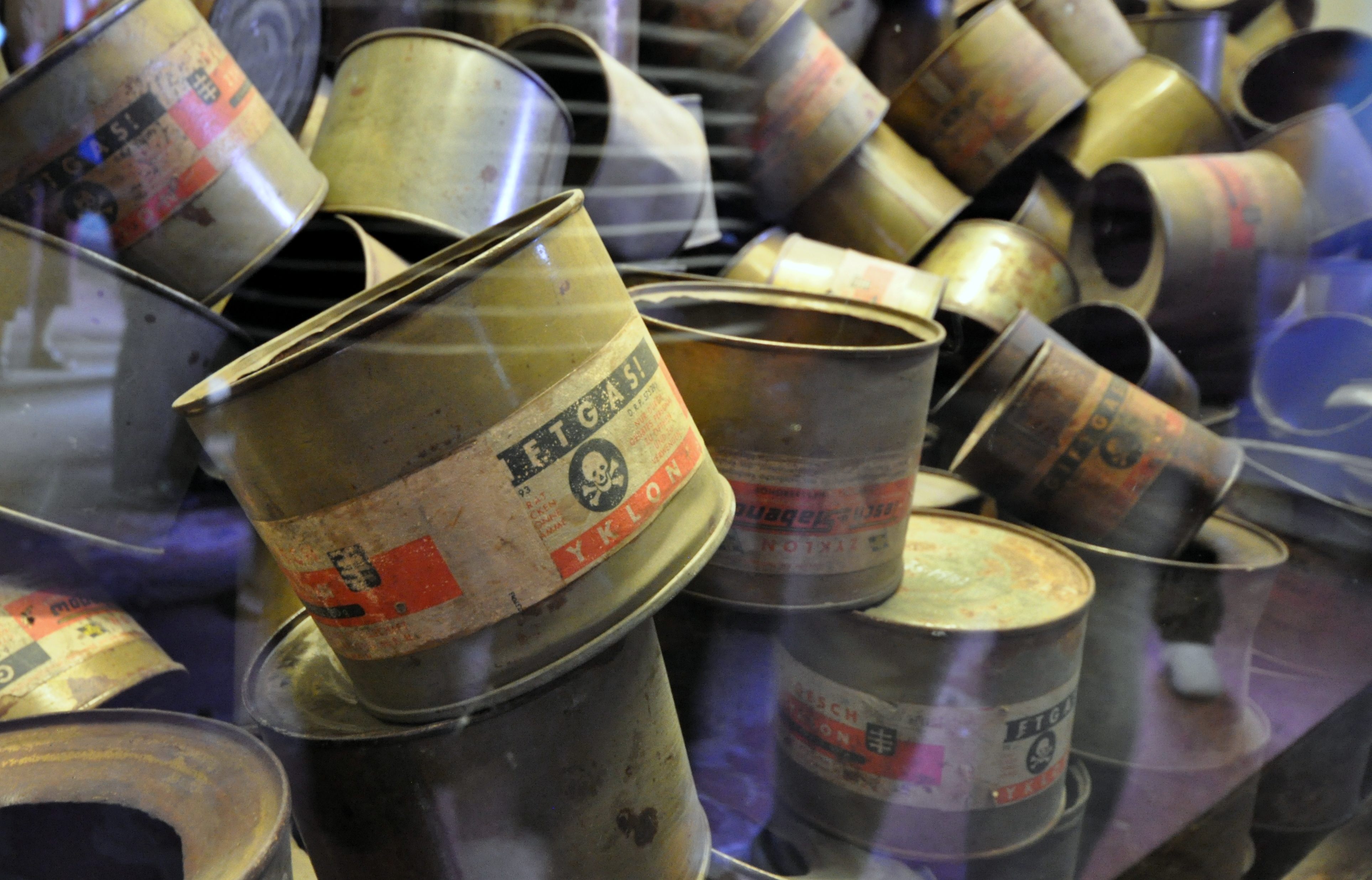
Latte di Zyklon B

Tesch, insieme con gli altri chimici Gerhard Peters e Walter Heerdt, con il supporto di I.G. Farben, incominciò la ricerca sull'uso dell'acido cianidrico come agente fumigante. Scoprirono un processo tramite cui l'acido cianidrico poteva essere prodotto e utilizzato in forma solida.
Il brevetto di tale scoperta fu assegnato alla Degesch, controllata da I.G. Farben. Walter Heerdt fu l'unico degli inventori a ricevere i diritti di brevetto, una parte dei proventi della produzione e della vendita. Peters si unì alla Degesch e diventò amministratore delegato durante la seconda guerra mondiale. La Degesch fu incaricata dal governo tedesco di stabilire le norme e gli standard di sicurezza per l'uso dello Zyklon B, e all'azienda fu data l'autorizzazione di spedire il prodotto al cliente, dopo aver soddisfatto i rigidi criteri di controllo qualità.
La Tesch & Stabenow non produceva né Zyklon B né altri prodotti chimici: essa era principalmente una società di disinfestazione, specializzata soprattutto in magazzini e navi da carico. Nel 1925, la Tesch & Stabenow, in parte grazie della generosità di Paul Haber della Degesch, ricevette il diritto esclusivo di distribuire l'insetticida Zyklon B a est del fiume Elba. Nel 1927, Stabenow lasciò l'azienda e Tesch arrivò a detenere una quota del 45% della società e la Degesch il restante 55%. Tesch assunse la proprietà esclusiva dell'azienda nel 1942.

### Arresto, processo ed esecuzione
Tesch fu interrogato per la prima volta ad Amburgo dal capitano e chimico britannico Walter Freud.  Era presente anche Emil Sehm, ex contabile della Tesch & Stabenow, che affermò di aver visto un memorandum sulla corrispondenza tra Tesch e un ufficiale della Wehrmacht sull'uso dello Zyklon B per gasare gli umani.
Tesch fu arrestato dalle autorità di occupazione britanniche il 3 settembre 1945 e rilasciato il 1º ottobre 1945, per poi essere nuovamente arrestato il 6 ottobre dello stesso anno. Tesch fu processato da un tribunale militare britannico ad Amburgo nel marzo 1946. I suoi due co-imputati erano il direttore Karl Weinbacher e l'impiegato Joachim Drosihn.
Il procedimento giudiziario affermava che lo Zyklon B veniva utilizzato per "sterminare sistematicamente gli esseri umani per un totale stimato di sei milioni, di cui quattro milioni e mezzo furono sterminati dall'uso dello Zyklon B in un solo campo, noto come Auschwitz-Birkenau" (la cifra di 4,5 milioni di vittime si basava su stime sovietiche rilasciate subito dopo la guerra).
L'accusa fu che Tesch "ad Amburgo, in Germania, tra il 1º gennaio 1941 e il 31 marzo 1945, in violazione delle leggi e degli usi della guerra, fornì gas velenoso usato per lo sterminio di cittadini alleati internati in campi di concentramento, ben sapendo che detto gas doveva essere usato così", violando l'articolo 46 della Convenzione dell'Aia del 1907.
Uno dei testimoni chiamati dall'accusa era il Rottenführer delle SS Perry Broad, che aveva lavorato nel dipartimento politico di Auschwitz.
Tesch e Weinbacher furono condannati a morte mentre Drosihn fu assolto. Tesch fu giustiziato per impiccagione il 16 maggio 1946 a Hameln da Albert Pierrepoint.